# 1703
Évszázadok: 17. század – 18. század – 19. század
Évtizedek: 1650-es évek – 1660-as évek – 1670-es évek – 1680-as évek – 1690-es évek – 1700-as évek – 1710-es évek – 1720-as évek – 1730-as évek – 1740-es évek – 1750-es évek
Évek: 1698 – 1699 – 1700 – 1701 –  1702 – 1703 – 1704 – 1705 – 1706 – 1707 – 1708

## Események

### Határozott dátumú események
- május 6. – A lengyelországi (Galícia) Brezán várában bujdosó Felsővadászi II. Rákóczi Ferenc herceg és Bercsényi Miklós székesi gróf  kiadja a breznai kiáltványt, melyet a magyarokhoz intéz és felkelésre szólítja fel az elégedetlen nemeseket és jobbágyokat.[1]
- június 7. – II. Rákóczi Ferenc herceg kiadja munkácsi táborában a keresztény világ számára latin nyelvű, "Recrudescunt inclytae gentis Hungarae vulnera" (Ismét kiújultak a jeles magyar nemzet sebei) kezdetű kiáltványát, a szabadságharc okairól és céljáról.[2]
- június 7. – A kuruc csapatok vereséget szenvednek Dolhánál.[3]
- június 14. – Esze Tamás Rákóczi elé vezeti a tiszaháti felkelőket.[4]
- június 15. – 
  - Bécsben megalapítják a Banco del Giro állami bankot.[5]
  - II. Rákóczi Ferenc találkozik Esze Tamással a határon, Klinecben.
- június 16. – II. Rákóczi Ferenc a Vereckei-hágón keresztül Magyarországra érkezik.[4]
- július 8. – Rákóczit erdélyi fejedelemmé választja a gyulafehérvári országgyűlés.[4]
- július 26. – Debrecen megnyitja kapuit a kuruc seregek előtt.[4]
- augusztus 6. – Rákóczi hadat indít a bihari szerbek lakóhelye, Váradolaszi ellen és a várost leromboltatja.[6]
- szeptember 2. – A kurucok elfoglalják Sárospatakot.[4]
- szeptember 12. – I. Lipót és József főherceg nyilvánosan lemond Spanyolországról Károly főherceg javára; előzőleg azonban aláírnak egy titkos szerződést a két főherceg örökösödési rendjét illetően.[7]
- szeptember 21. – Szolnokot beveszik a kurucok.[8]
- szeptember 26. – II. Rákóczi Ferenc uralja az ország nagy részét.
- szeptember 27. – Rákóczi vetési táborából kibocsátott pátensével a hadba vonult jobbágyokat és családtagjaikat mentesíti a közterhek és a földesúri szolgáltatások alól.[4]
- október 9.– I. Lipót pátensében bűnbocsánatot ígér azoknak, akik hat héten belül a király hűségére térnek.[4]
- október 15. – Károlyi Sándor szatmári főispán csatlakozik Rákóczihoz.[4]
- október 18. – Gyulafehérvár kuruc kézen.[4]
- november 11. – Kihal a Zrínyi család, miután meghal Zrínyi IV. János Antal.
- november 15.
  - Bercsényi Miklós kuruc serege Zólyomnál megfutamítja Forgách Simon császári seregét.
  - XIV. Lajos francia király követe útján tudatja Rákóczival, hogy az erdélyi trón jogos örökösévé ismeri el.[4]
- november 20. – Rákóczi Esze Tamást és családját minden jobbágyi kötelezettsége alól felmenti.[4]
- november 22. – I. Lipót megerősíti a magyarországi szerb határőröknek adott valamennyi korábbi kiváltságát.[6]
- december 4. – Kuruc csapatok bevonulnak Lőcsére.[4]

### Határozatlan dátumú események
- az év tavaszán – Az oroszok elfoglalják Nyenskans erődjét a Néva torkolatát. (1703. május 16-án I. Péter cár itt alapította meg Szentpétervár városát, mely 1713 óta fővárossá vált.)
- június – Savoyai Jenőt nevezik ki a bécsi Udvari Haditanács elnökévé.[9]
- július – A Váradolasziban állomásozó rác katonaság végigpusztítja Bihar megye falvait.[6] (Váradolaszi ma Nagyvárad része!)
- szeptember eleje – A kuruc csapatok győzelmet aratnak az aradi szerb katonaság felett.[6]
- az év folyamán –
  - Luigi Ferdinando Marsigli feladja Breisach várát az ostromló francia csapatoknak. (Ezért a császári hadseregből kizárták, és a császári szolgálatban gyűjtött javait elkobozták. Marsigli legfontosabb megbízatása nem a hadsereg vezetése, hanem a kémkedés volt.)[10]
  - Megjelenik a Wiener Zeitung elődjének, a Wiennerisches Diarium napilap első száma.[11]

## Az év témái

### 1703 a jogalkotásban
- december 2.– I. Lipót házi-törvényben szabályozza a Habsburg-ház örökösödési rendjét.[4]

## Születések
- március 12. – Amade László költő († 1764)
- június 17. – John Wesley anglikán lelkész, a metodizmus alapítója († 1791)
- június 23. – Leszczyńska Mária francia királyné, I. (Leszczyński) Szaniszló lengyel király leánya, XV. Lajos francia király felesége († 1791)
- szeptember 29. – François Boucher francia rokokó festő  († 1758)
- október 5. – Jonathan Edwards, a tizenhárom amerikai gyarmat kongregációs templomának papja, hittudós és misszionárius († 1758)
- október 28. – Johann Gottlieb Graun német barokk zeneszerző, Carl Heinrich Graun bátyja († 1771)
- november 10. – Borsóthy Péter veszprémi egyházmegyei áldozópap († 1758)

## Halálozások
- február 18. – Zrínyi Ilona Thököly Imre felesége és Munkács várának hősies védelmezője (* 1643)
- március 31. – Johann Christoph Bach német zeneszerző (* 1642)
- május 17. – Csákányi Imre, jezsuita rendi tanár, költő (* 1651)
- július 28. – Arnu Miksa német jezsuita tanár (* 1671)
- augusztus 26. – Batthyány Ádám országbíró, a dunántúli hadak főgenerálisa (* 1662)
- október 14. – Thomas Kingo dán püspök, költő és himnuszíró (* 1634)
- november 8. – John Wallis angol matematikus és fizikus (* 1616)
- december 28. – II. Musztafa az Oszmán Birodalom 23. szultánja (* 1664)